# Owego, New York
Owego är en ort i Tioga County i delstaten New York, USA.